# Kevin McCall
Kevin McCall, de son vrai nom Kevin Lamar McCall, Jr., né le 25 juillet 1985 à Watts en Californie, est un chanteur, parolier, producteur et compositeur américain. Il est actuellement membre du label Universal Motown. Il a notamment écrit pour l'album Last Train to Paris (2010) de Puff Daddy, et a été nommé, avec Chris Brown, pour le titre Deuces aux Grammy Awards en 2011.

## Biographie
Kevin Lamar McCall, Jr., né le 25 juillet 1985 à Watts en Californie. En 2007, Kevin sort diplômé de la Washington State University avec un diplôme en sciences sociales. Kevin produit de nombreuses chansons avec notamment Chris Brown, Keri Hilson, Tank, Trey Songz, Pleasure P, Keisha Cole, Bow Wow, Sean Combs, Drake, Kanye West et Kelly Rowland. En 2009, Kevin saute sans réfléchir dans l'industrie de la musique en composant dix morceaux figurant dans la mixtape In my Zone de Chris Brown. L'album inclut notamment les titres Big Booty Judy (Remix) de Kevin McCall en featuring avec Ludacris, Twitter, Too Freaky et Work Wit It.
En mai 2010, Kevin produit d'autres titres pour l'album Fan of a Fan, une collaboration entre Chris Brown et Tyga (Young Money). L'album remporte un véritable succès d'autant plus qu'il expose le morceau Deuces de Chris Brown featuring Tyga et Kevin McCall. En 2013, McCall publie une nouvelle mixtape intitulé Definition, qui fait participer 2 Chainz, Tank, Problem, et Travis Porter.

## Vie privée
Kevin McCall est l'ancien époux d'Eva Marcille. Le couple se sépare en 2014 à la suite d'une violente dispute conjugale, deux mois après la naissance de leur fille, Marley Rae. Marcille fait la demande d'une ordonnance restrictive contre Kevin, qui perd la garde de leur fille. S'ensuivent plusieurs disputes entre les deux sur les réseaux sociaux ; en janvier 2015, McCall insulte Marcille sur Instagram, cette dernière ayant publié qu'il avait de l'herpès.

## Discographie

### Mixtape
- 2013 : Definition

### Productions
- 2010 : Fan of a Fan
- 2010 : Ain't Thinkin' 'Bout You
- 2010 : Deuces

### Albums collaboratifs
- 2010 : Last Train to Paris (avec Diddy)
- 2010 : Yeah 3x (avec Chris Brown)
- 2010 : No Boys Allowed (avec Keri Hilson)
- 2010 : Boston's Boy (avec Sam Adams)

### Singles
| Date | Musique                                        | Classement   | Classement | Classement | Album        |
| Date | Musique                                        | U.S. Hot 100 | U.S. R&B   | U.S. Rap   | Album        |
| ---- | ---------------------------------------------- | ------------ | ---------- | ---------- | ------------ |
| 2010 | Deuces (Chris Brown feat. Tyga & Kevin McCall) | 14           | 1          | —          | Fan of a Fan |

## Distinctions
- Grammy Awards 2011 : Meilleure collaboration de rap/chanson pour Deuces[8] (nommé)